# 時計は三時に止まる
『時計は三時に止まる』(英語: Eight Faces at Three)はアメリカの推理小説作家クレイグ・ライスによって著された推理小説。J・J・マローンシリーズ第1作目である。

## あらすじ
自宅で夢うつつのまま、夜中に伯母が死んでいるのを見つけたホリー。屋敷には誰も居らず、しかも邸内の時計がみな三時で止まっていた。状況から彼女が伯母殺しの容疑者にされる。

## 登場人物
- ジョン・J・マローン - シカゴの刑事弁護士でジェイクの旧友。小柄で薄くなった髪と赤ら顔で冴えない風貌だが凄腕。酒と掛けトランプ（特にポーカー）が好き。本作の探偵役。
- ジェイク・ジャスタス - 音楽バンドのマネージャー。ディックと共に事件後のホリー邸に到着する。やせっぽちで猫背気味の長身。手足がひょろ長く人懐っこそうな容姿。
- ヘレン・ブランド - ホリーの親友。寝着の上に豪奢な毛皮のコートと雨靴という格好で現れ、高級車を駆って飲酒しながらどこにでも行く。プラチナブロンドで碧眼の資産家令嬢。
- アレクサンドリア（アレックス）・イングルハート - ホリーの伯母。被害者。ホリーたちの結婚には反対していた。遺言状を書き換えようとしていたらしい。イリノイ州メイプルタウンに広大な屋敷を持つ未亡人。
- ホリー・イングルハート - ディックの妻。事件前日に結婚した。赤毛で意思の強さがうかがえる大柄な娘。
- グレン・イングルハート - ホリーの双子の兄。ヘレンに好意を寄せていた。高等遊民。
- ルイス・ミラー - 謎の男。離れのあずま屋に潜んでいた痕跡がある。
- リチャード（ディック）・デイトン - 音楽バンドのリーダー。ホリーと駆け落ちしようとしていた。ハンサムな顔だちだが、眉間に下積み苦労の跡を忍ばせる深い皺がある。
- アンブローズ・パーキンス - イングルハート家の執事。
- ネリー・パーキンス - パーキンスの妻。
- メイベル・パーキンス - パーキンスとネリーの娘。ホリーやグレンとは幼馴染。
- О・フェザーストーン - イングルハート家の顧問弁護士。
- マダム・フレイザー - 売春宿の女将。ホリーを匿う。
- ブッチ - ヘレンのお抱え運転手で何でも屋の豪傑。
- ジャスパー・フレック - メイプルタウンの警察署長。
- ハイム・メンデル - 地方検事。
- アンドリュー（アンディ）・エイハーン - イリノイ州デカルブ郡の保安官。

## 提示される謎
- ホウェン・ダニット
- 止まっていた複数の時計

## 背景
「三時」（at Three）という時刻はスコット・フィッツジェラルドの「魂の暗闇では、毎日がいつも午前三時」を連想させる。

## 日本語訳書
- 『時計は三時に止まる』 小鷹信光訳、創元推理文庫、1992年 ISBN 978-4-488-24903-8
- 『マローン売り出す』 小鷹信光訳、光文社文庫、1987年